# آنتونی فاکس
آنتونی فاکس (انگلیسی: Anthony Foxx؛ زادهٔ ۳۰ آوریل ۱۹۷۱) یک سیاست‌مدار اهل ایالات متحده آمریکا است که از ۲ ژوئیه ۲۰۱۳ تا ۲۰ ژانویه ۲۰۱۷ وزیر ترابری ایالات متحده آمریکا بود.